# 江西大学
江西大学（存在于1958年5月－1969年4月；1972年8月－1993年4月），简称江大，是江西省历史上的一所兼有人文科学、自然科学、管理科学和技术科学的综合性大学。校址位于南昌市郊青山湖东畔。1993年与江西工业大学合并组建南昌大学。

## 历史沿革
1958年春，江西省人民委员会召开行政会议，专门讨论了创办江西大学、江西工学院、江西财经学院的问题。方志纯副省长说：“等条件已等了八年，不能再等了，条件是创造出来的，困难总是有的，在各兄弟学校的帮助下是可以克服的”。会议决定同年创办上述三所大学，并分别组织了筹建委员会。1958年5月，成立江西大学，同时设立中共江西大学委员会:125。省委第一书记杨尚奎兼第一任校长，省委文教部长吕良兼第一任党委书记。
江西大学创办初期设有社会科学、中国语言文学、新闻、数学、物理、化学等6个系。1960年增设生物学系。1962年江西师范学院生物系被并人江西大学。同年，哲学系改为政治教育系，新闻系暂停招生。1965年1月，瑞金县沙洲坝成立江西大学瑞金分校，将文科专业迁往该分校，并实行半农半读:426。
1966年文化大革命开始后，学校遭到破坏。1969年4月，江西大学被迫撤销。分别并入江西工学院、江西师范学院、江西药科学校。其中，原江西大学理科专业与江西工学院合并，改名为江西理工科大学；文科专业与江西师范学院合并，改名为江西井岗山大学。1972年8月，江西理工科大学和井岗山大学被撤销，江西大学复办。经1年筹建，政治教育、中国语言文学、数学、物理、化学、生物学6个系10个专业重新招生:425。1981年，江西大学党委和行政部门搬到简易平房里办公，腾出12间办公室和1间会议室改为阅览室，供师生学习需要。
1985年，学校与共青垦殖场联合创办了一所短期职业大学——江西大学共青职业学院。1985年8月22日，胡耀邦为江西大学共青职业学院题写校名。
1993年4月，江西大学与江西工业大学合并，组建南昌大学。

## 师资规模
截至1990年，学校设有中国语言文学、外国语言文学、历史学、哲学、经济学、法律学、新闻学、图书情报学、数学、物理学、化学、生物学、食品科学、电子科学、计算机科学等15个系。全校专任教师有888人，其中教授26人，副教授256人，讲师274人:426。
江西大学的知名教授有王筱宇（哲学）、邓宗觉（生物学）、胡寄窗（经济史）、林英（生态学）等。

## 对外交流
改革开放后，江西大学与日本、南斯拉夫、美国、加拿大、香港等国家和地区高等院校建立了学术交流关系。1988年9月，江西省教委、省科委与联邦德国东亚研究院依托学校建立了“江西-OAI联合研究院”，专门培养食品工程和生物工程方面的研究人员。江西大学还与美国美中教育服务机构联合创办了“江西-ESEC中美特殊高等教育研究中心”:427。

## 历任领导
党委书记
| 姓名   | 任期                  | 注释       |
| ------ | --------------------- | ---------- |
| 吕良   | 1958年6月－1964年10月 |            |
| 李云扬 | 1964年10月－1966年5月 |            |
| 孟绍周 | 1968年5月－1968年10月 | 革委会主任 |
| 周振远 | 1973年3月－1978年     | 党总支书记 |
| 张慈瑞 | 1978年3月－1983年     |            |
| 关键   | 1983年－1990年        |            |
| 吴吉祥 | 1991年5月－1993年4月  |            |

校长
| 姓名   | 任期                  | 注释           |
| ------ | --------------------- | -------------- |
| 杨尚奎 | 1958年6月－1960年8月  | 省委第一书记兼 |
| 吕良   | 1960年8月－1964年10月 | 校党委书记兼   |
| 徐戈东 | 1965年8月－1966年6月  | 瑞金分校校长   |
| 谷霁光 | 1979年－1983年9月     |                |
| 戴執中 | 1983年9月－1987年1月  |                |
| 王仲才 | 1987年1月－1993年     |                |